# Verwaltungsgerichtshof der Union Evangelischer Kirchen
Der Verwaltungsgerichtshof der UEK war ein deutsches evangelisches kirchliches Obergericht und Organ der Union Evangelischer Kirchen. Als solches bestand er von 2003 bis 2010/2011; er war Nachfolger des 1952 geschaffenen Verwaltungsgerichtshofes der Evangelischen Kirche der Union (EKU). Seine Rechtsgrundlage bildete das Verwaltungsgerichtsgesetz (VwGG) vom 16. Juni 1996. Seine Aufgaben werden seit 2011 vom Kirchengerichtshof der Evangelischen Kirche in Deutschland wahrgenommen.
Der Gerichtshof war zuständig für Revisionen bzw. Berufungen gegen Entscheidungen erstinstanzlicher Verwaltungsgerichte der Gliedkirchen der UEK sowie der UEK selbst. Vorsitzender war Richter am Bundesverwaltungsgericht a. D. Hartmut Albers, Berlin.
Bereits die Verfassungsurkunde für die Evangelische Kirche der altpreußischen Union vom 29. September 1922 sah die Bildung von Rechtsausschüssen vor. Die kirchliche Verwaltungsgerichtsbarkeit ermöglicht den Betroffenen Rechtsschutz gegen kirchliche Maßnahmen auf dem Gebiet des Verwaltungsrechts. Gegenstand der Verfahren sind vor allem Streitigkeiten aus dem Dienstverhältnis von Pfarrern und Kirchenbeamten (Besoldung, Versetzung), über die korrekte Beschlussfassung kirchlicher Organe (z. B. Ausschluss wegen Befangenheit), über die Vereinbarkeit von Normen mit höherrangigem Recht, über Änderungen der internen Organisation (z. B. Vereinigung von Pfarrstellen, Auflösung oder Teilung von Kirchengemeinden), zwischen kirchlichen Organen sowie Wahlprüfungsverfahren (z. B. im Bezug auf Ältestenkreiswahlen).
Postulationsfähig ist jeder Rechtsanwalt, der einer evangelischen Kirche angehört.
Die Existenz einer kirchlichen Verwaltungsgerichtsbarkeit, die nicht mit ordinierten Theologen, sondern mit Gemeindegliedern mit der Befähigung zum (staatlichen) Richteramt besetzt ist, geht auf das evangelische Amtsverständnis zurück, das eine Trennung zwischen Priestern und Laien, wie es sie in der römisch-katholischen Kirche gibt, nicht kennt (Luther: „allgemeines Priestertum aller Getauften“).
Landeskirchen, die nicht der UEK angehören, verfügen über eigene Verwaltungsgerichte. Die römisch-katholische Kirche hat dagegen in Deutschland, obwohl der Codex Iuris Canonici dies ermöglicht, keine Verwaltungsgerichtsbarkeit.